# Aranyosmohács
Aranyosmohács (románul Măhăceni, németül Goldenhof) falu Romániában Fehér megyében.

## Fekvése
A falu Tordától 16 km-re DNY-ra a Keresztesmező nyugati részén a La Lung-patak mellett fekszik.

## Története
1291-ben Muhach néven említik először. Egykori temploma az Öreg-tó feletti hegyfokon állott. Eredetileg magyar lakossága a
16. századtól fokozatosan elrománosodott.
1910-ben 950 lakosából 931 román és 19 magyar volt. A trianoni békeszerződésig Torda-Aranyos vármegye Felvinci járásához tartozott.  1992-ben 423-an lakták, ma is román többségű.

## Jegyzetek

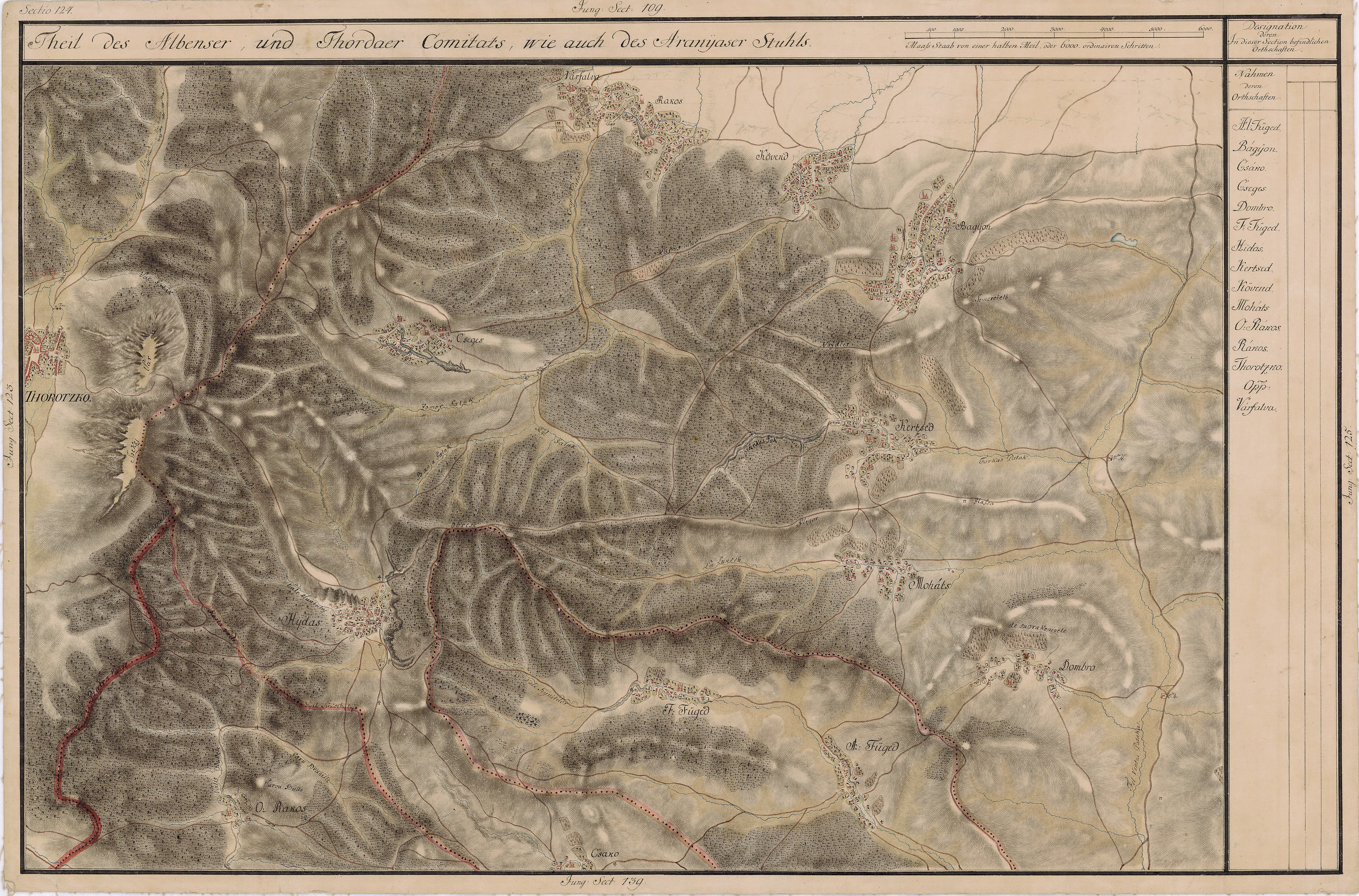
Aranyosmohács környéke 1769–1773 között